# Изолепис щетиновидный
Изолепис щетиновидный, или Равночешуйник щетиновидный (лат. Isolepis setacea), — вид травянистых растений рода Изолепис (Isolepis) семейства Осоковые (Cyperaceae).

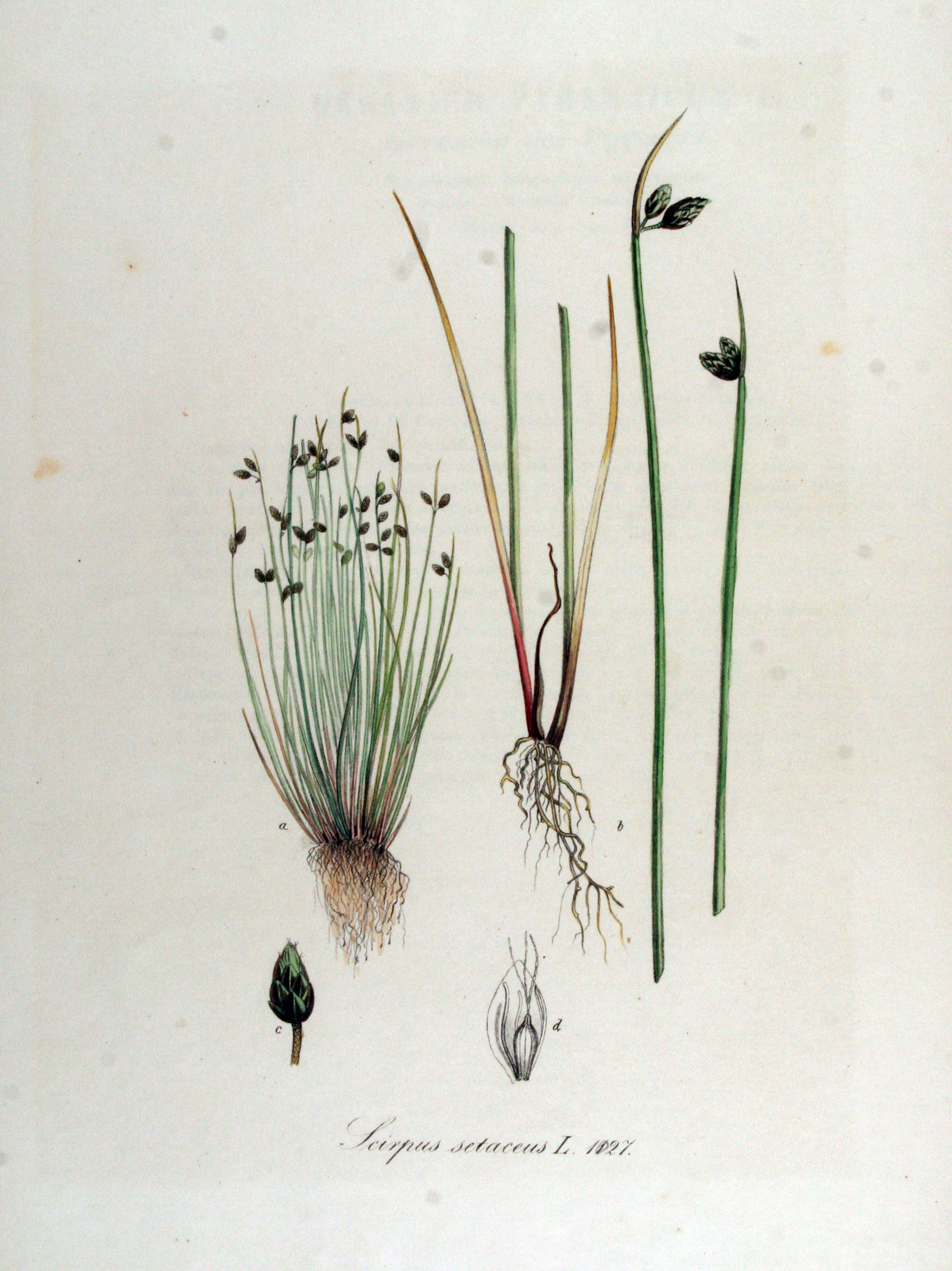

## Ботаническое описание
Однолетнее травянистое растение с тонкими мочковатыми корнями и низкими, более или менее раскинутыми многочисленными тонкими стеблями 3—15 см высотой и 0,2—0,5 мм толщиной, одетые в нижней части красновато-бурыми влагалищами, несущими небольшие узкие листовые пластинки и скученные в плотную дерновинку.
Цветочные колоски яйцевидные, 2—4 мм длиной и 1,5—2 мм шириной, в числе 1—3 сидящие пучком на верхушке стебля; прицветный лист один, вверх направленный и составляющий как бы продолжение стебля, отчего соцветие кажется боковым; он короткий, 5—20 мм длиной — в 2—5 раз длиннее соцветия и во много раз короче стебля. Прицветные чешуйки яйцевидные, заострённые, лодочковидно-вогнутые, на спинке килевидные и с широкой зелёной полоской, по краям красновато-тёмно-бурые, 1,5—2 мм длиной. Тычинок 2, рылец 3, околоцветных щетинок нет. Орешек широкообратнояйцевидный, трёхгранный с острыми продольными рёбрышками на верхушке, с коротким носиком 0,8 мм длиной и 0,6 мм шириной.

## Распространение и экология
Евразия и Африка. Растёт по сырым и влажным глинистым и песчаным местам, на берегах водоёмов, окраинах болот, среди лугов, у дорог.

## Синонимы
- Cyperus setaceus (L.) Missbach & E.H.L.Krause (1900), nom. illeg.
- Isolepis monandra Link (1820)
- Isolepis pleurocarpa Hochst. ex Boiss. (1882)
- Isolepis setacea subsp. gracillima Nyman (1882)
- Mariscus setaceus (L.) Moench (1794)
- Schoenoplectus setaceus (L.) Palla (1905)
- Scirpus clathratus Rchb. (1846)
- Scirpus gracillimus Kohts (1869), nom. illeg.
- Scirpus setaceus L. (1753)basionym — Камыш щетиновидный
- Scirpus setaceus subsp. gracillimus (Nyman) Bonnier & Layens (1894)